# Ann Christy
Ann Christy (nascida Christianne Leenaerts, Antuérpia, Bélgica, 22 de setembro de 1945 - Meise, 7 de agosto de 1984) foi uma cantora belga conhecida internacionalmente por representar o seu país, a Bélgica no Festival Eurovisão da Canção 1975.

## Início da carreira
Christy começou a sua carreira no The Adams Orchestra, cujo baterista, Marc Hoyois, se veio a casar. As suas primeiras gravações a solo tiveram pouco êxito. Durante esse período fez tournées pela França e Bélgica com Salvatore Adamo. Em 1968, ganhou o concurso Knokke Cup.

## Festival Eurovisão da Canção
Christy tentou, pela primeira vez, representar a Bélgica no Festival Eurovisão da Canção 1970, com a canção "Le temps, le vent", não conseguindo a qualificação para a final. Voltou em 1971, com "Dag vreemde man", terminando em 2º lugar e em 1973, com "Bye Bye", terminado em 3º e "Meeuwen", que foi desclassificada.
Finalmente, conseguiu representar a Bélgica no Festival Eurovisão da Canção 1975, com "Gelukkig zijn", tendo ficado em 15º lugar, entre 19 participantes.

## Carreira posterior
Em 1977, Christy atuou em 152 representações de uma adaptação musical da obra Sonho de uma Noite de Verão de Shakespeare, em Mechelen.
O seu maior êxito viria em 1980, com "De Roos", versão holandesa da canção de Bette Midler "The Rose". Em 2008, este tema encabeçou uma lista de 1000 clásicos votados pelo público da Radio 2.

## Morte
Christy foi diagnosticada com cancro do colo do útero em 1982, vindo a falecer a 7 de agosto de 1984, com apenas 38 anos.
Várias compilações de músicas em homenagem a Christy têm sido lançados desde a sua morte.